# Robert Dundas (2e vicomte Melville)
Robert Dundas, né le 14 mars 1771 et mort le 10 juin 1851, est un homme d'État britannique, fils de Henry Dundas (1er vicomte Melville). Il est le député de Hastings en 1794, de Rye en 1796 et de Midlothian en 1801. Il est également gardien du sceau pour l’Écosse à partir de 1800. Il est nommé conseiller privé en 1807 membre de la Royal Society en 1817, chevalier du chardon en 1821, et chancelier de l'Université de St Andrews à partir de 1814. Il occupe divers postes politiques et est premier Lord de l'amirauté de 1812 à 1827 et de 1828 à 1830. L'Île Melville (Canada) fut nommée en son honneur.

## Famille
Il est né à Édimbourg le 14 mars 1771, fils unique d'Henry Dundas, et de sa première épouse, Elizabeth Rannie (1751-1843). Éduqué au Royal High School, à Edimbourg, il part en tournée continentale avec son tuteur John Bruce pour s'inscrire à l'université de Göttingen. Il étudie ensuite à l'Université d'Édimbourg, à l'Emmanuel College (Cambridge), et est admis à Lincoln's Inn en 1788. Après avoir obtenu son diplôme, il devient secrétaire particulier de son père à partir de 1794, bien qu'il soit élu député de Hastings en 1794, puis de Rye en 1796. La même année, le 29 août, il épouse une héritière, Anne Saunders (décédée le 10 septembre 1841), et prend son nom à côté du sien. Ils ont quatre fils et deux filles. leur fils aîné, Henry Dundas (3e vicomte Melville), devient officier de l'armée tandis que leur deuxième fils, Richard Saunders Dundas, devient premier Lord de la marine.

## Président du conseil de contrôle
Il est nommé gardien de la signature pour l’Écosse et élu député de Midlothian (Edinburghshire) en 1801. Il garde le silence au Parlement jusqu'à ses discours de 1805 et 1806 en faveur de son père, qui est alors mis en accusation. Son premier véritable test est de négocier pour être laissé à la tête de l'Écosse par le "ministère de tous les talents" qui lui est hostile. Il n'obtient aucun résultat, mais gagne le respect de son côté et le problème disparait avec l'effondrement du ministère. Il est récompensé par la présidence du conseil de contrôle pour l'Inde par le duc de Portland en 1807.
La tâche principale de Dundas consiste à contrecarrer toute possibilité que Napoléon exploite son alliance avec la Russie pour tenter d'attaquer l'Inde britannique. Il envoie une mission au shah de Perse, à la cour de laquelle des agents français sont présents. Il forme des alliances avec les princes de Lahore et de Kaboul. Il ordonne l'occupation des colonies portugaises en Inde et en Chine, de la colonie néerlandaise de Java et des stations françaises à Maurice et à La Réunion. Il fait face à une forte détérioration, due à la perte de commerce pendant la guerre, des finances de la Compagnie des Indes. Une série de rapports sur son évolution depuis l’Acte des Indes de 1784, rédigée par un comité restreint qu’il préside, conclu qu’elle devait renoncer à ses privilèges commerciaux inefficaces, du moins dans le sous-continent. Dundas rédige la législation qui met fin au renouvellement de la charte de la société en 1813.
L'administration indienne de Dundas est interrompue pendant six mois en 1809, alors qu'il est Secrétaire en chef pour l'Irlande. Spencer Perceval, succédant à Portland, veut alors le nommer secrétaire à la guerre au Cabinet, mais cela n’a pas été possible, à cause des souhaits de son père. Il est revenu au conseil de contrôle, toujours sans place dans le cabinet. Il succède au vicomte Melville le 27 mai 1811. L'année suivante, sous les ordres du Premier ministre Lord Liverpool, il est promu premier Lord de l'amirauté.

## Amirauté
Pendant que se poursuivent les guerres napoléoniennes, son travail consiste à maintenir la suprématie maritime britannique établie lors de la bataille de Trafalgar. Dans un document de l'État de février 1813, il indique que la France, disposant des moyens de construction navale des Pays-Bas et de l'Italie, serait en mesure de construire une flotte comparable à celle de la Grande-Bretagne si la lutte se prolonge beaucoup plus longtemps. Ce fait est souligné par les plaintes du duc de Wellington en Espagne concernant une protection insuffisante des convois qui le ravitaillent, en particulier après le début des hostilités avec les États-Unis en 1812, provoquant des attaques de corsaires américains sur l'Atlantique.
Des coupes drastiques ont suivi la paix, mais la Grande-Bretagne, désormais la seule puissance coloniale d'importance, constate que ses engagements maritimes augmentaient. Melville ne pensait pas que la flotte pourrait être réduite à moins de 100 navires de ligne. Le cabinet a fixé une limite à quarante-quatre. Les années suivantes, Melville luttait sans cesse pour trouver toutes les économies possibles tout en évitant de suivre une cible qu’il considérait comme irréelle. Il s'est débrouillé sans problème, notamment en améliorant la conception et la durabilité des navires. Pourtant, il a résisté à l’introduction des navires à vapeur, puisqu’une technologie naissante semblait devoir se révéler coûteuse et peu fiable; de plus, si les forces navales devaient être complètement reconstruites à la vapeur, la Grande-Bretagne se placerait au même niveau que ses rivales. À la fin des années 1820, il put autoriser la construction de nouvelles et de plus grandes classes de navires, comparables à celles de la France et des États-Unis. Même avec des budgets serrés, il n'a jamais manqué de faire un effort pour les explorations scientifiques.

## Écosse
Nommé gouverneur de la Bank of Scotland, il est élu chancelier de l'université de St Andrews en 1814 et fait chevalier du chardon en 1821. La crise du système survient en 1827 avec la démission de Liverpool et l'arrivée de George Canning, qui est pour l'Émancipation des catholiques. Melville déclare que, même s'il le soutient personnellement, il ne peut pas approuver une politique qui rompt avec le cabinet sortant. La coalition des Whigs de Canning le persuade qu'un directeur écossais n'était pas nécessaire, et que le ministère de l'Intérieur pourrait faire tout le travail avec un conseiller autochtone ou deux.

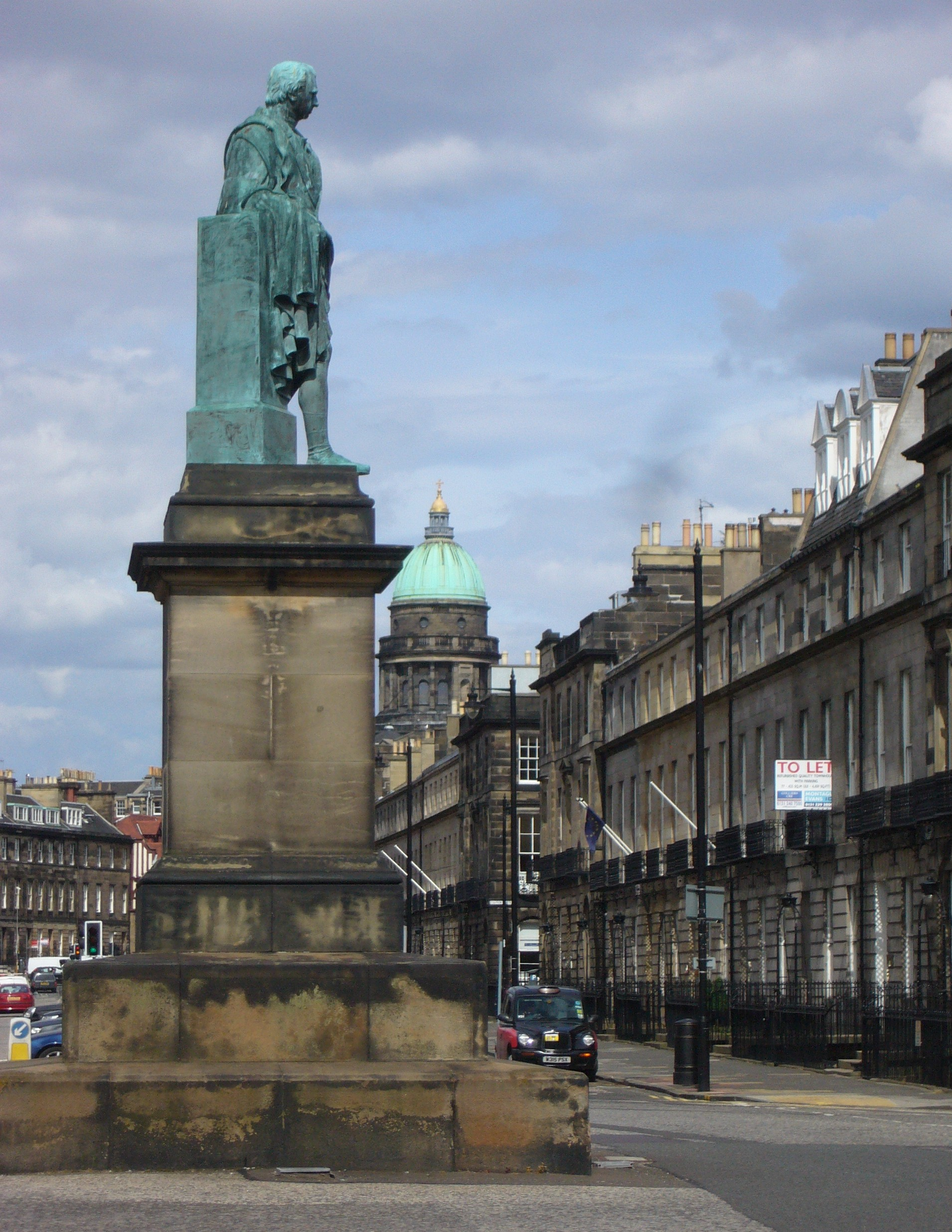
Statue à Melville Street, Edimbourg

## Premier Lord de l'amirauté
Le vieil équilibre gouvernant en Écosse commence à se rompre, processus qui ne s’interrompt pas lorsque Melville revient sous la présidence de Wellington et Robert Peel à la présidence du Conseil de contrôle en 1828, puis à nouveau à l’Amirauté en tant que Premier Lord de l’Amirauté. Quoi qu'il en soit, le Reform Act met fin aux arrangements en vertu desquels les Dundases ont dirigé l’Écosse. Melville démissionne en 1830, pour ne plus jamais exercer de fonctions. Mais il s'est rendu utile dans les bonnes œuvres, notamment à la présidence de la commission royale qui a proposé en 1845 une réforme de la loi écossaise sur les pauvres.
Il meurt le 10 juin 1851 au château de Melville et est inhumé le 17 juin dans le caveau familial construit pour son père dans le Old Kirk, à Lasswade, dans le Edinburghshire.